# Altopiano dell'Ordos

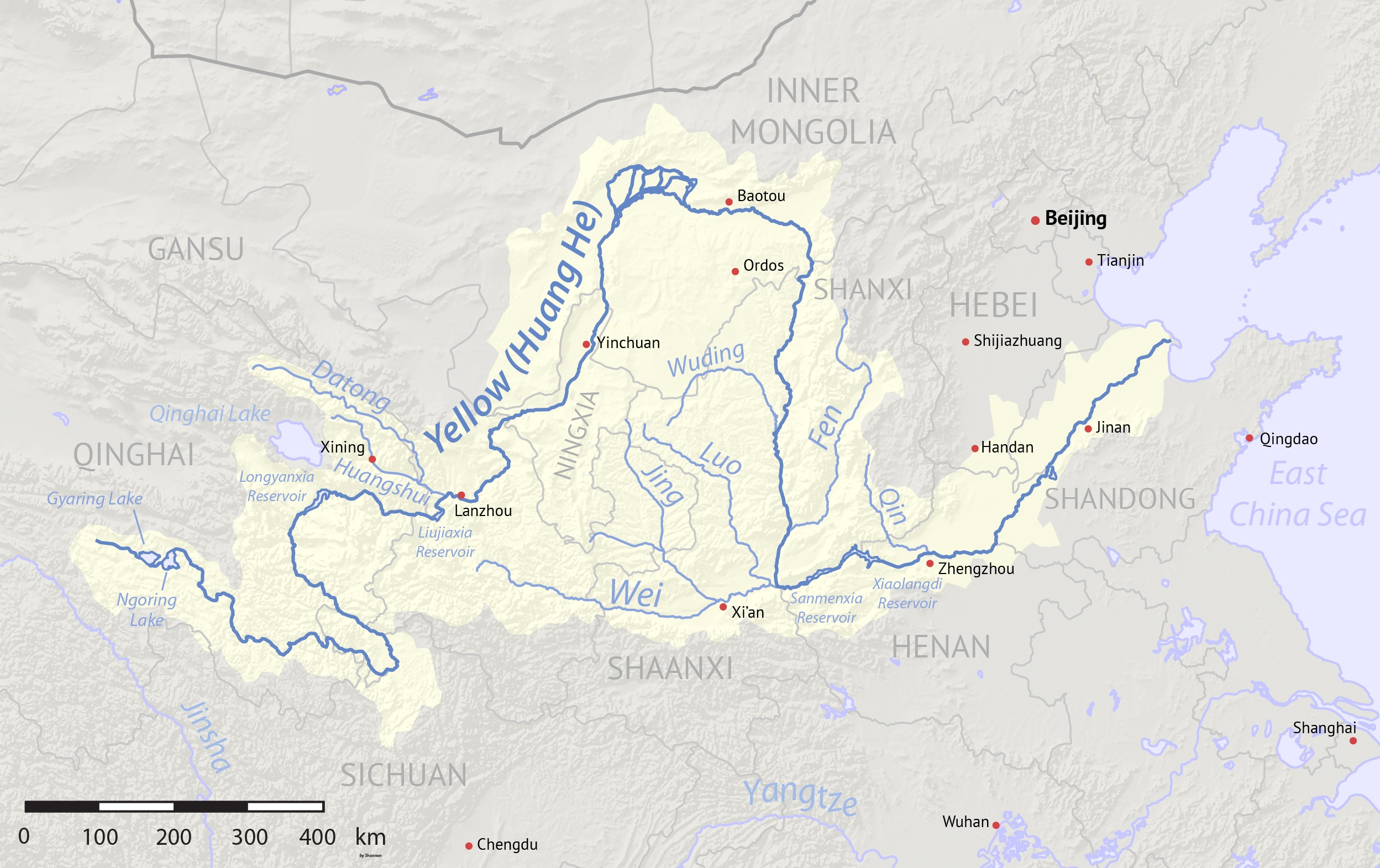
Il fiume Giallo.

L'altopiano dell'Ordos (cinese: 鄂尔多斯; pinyin: Ordos Gaoyuan; romanizzazione Wade-Giles: O-erh-to-ssu Kao-yüan), noto anche semplicemente come Ordos, è un altopiano situato nella sezione meridionale della Regione Autonoma della Mongolia Interna, in Cina settentrionale. 

## Descrizione
L'Ordos ricopre l'area all'interno della grande ansa settentrionale dello Huang He (fiume Giallo) ed è delimitato dai confini della provincia dello Shaanxi e da quelli della Regione Autonoma Hui del Ningxia, una frontiera che segue rigorosamente la linea della Grande Muraglia cinese. La regione è occupata in gran parte da due aree desertiche. A nord si trova il deserto di Kubqi (Hobq), e a sud-est vi è il deserto dell'Ordos (Mu Us).

### Geologia
Dal punto di vista strutturale, l'altopiano dell'Ordos è la parte settentrionale del grande bacino rialzato che occupa lo Shaanxi settentrionale, dove la sua superficie peneplanata (vale a dire erosa dall'erosione fino a formare una pianura quasi pianeggiante) è nascosta da imponenti depositi di loess (limo trasportato dal vento). Questo bacino è costituito da immensi spessori di rocce sedimentarie per lo più indisturbate del Carbonifero (circa 360-300 milioni di anni fa) e del Giurassico (200-145 milioni di anni fa). Queste comprendono ricchi strati di carbone, in particolare lungo il bordo orientale del bacino, e l'intero bacino dell'altopiano ospita anche ricche riserve di petrolio e gas naturale.
Generalmente, il paesaggio superficiale dell'Ordos comprende colline ondulate e pianure. Vi sono tuttavia anche alcune catene più elevate; i monti Zhuozi a ovest, che sovrastano lo Huang He, rappresentano il margine occidentale rialzato della struttura del bacino, mentre a sud-est la catena dei monti Baiyu costituisce il limite settentrionale del bacino idrografico del fiume Wei. 
L'altitudine generale dell'altopiano è di circa 1100 m, e le catene solo raramente si innalzano oltre i 2000 m. Gran parte dell'area, in particolare le depressioni più basse, è ricoperta da sabbie mobili; spinte dagli impetuosi venti dominanti invernali di nord-ovest, esse invadono costantemente la regione dello Shaanxi settentrionale che circonda il deserto. Nella regione dell'Ordos vi sono pochi torrenti, e il clima è estremamente arido, in quanto il terreno riceve meno di 250 mm di precipitazioni all'anno. L'unico fiume di dimensioni ragguardevoli è il Dustin (Dustin Gol), che scorre a ovest per gettarsi nel corso superiore dello Huang He. Nella parte meridionale dell'Ordos vi è un gran numero di stagni e laghi salati privi di emissari; molti di questi si seccano, lasciando dietro di sé depositi di sale e soda.

### Vegetazione
La vegetazione è estremamente rada, in particolare nelle sezioni settentrionale e occidentale, più aride. Nei bacini lacustri vi sono paludi salmastre con macchie di carici lungo i corsi d'acqua stagionali. La vegetazione aumenta gradualmente nelle zone orientale e meridionale, più umide, dove gran parte della superficie, a parte le zone coperte da dune di sabbia mobili, è ricoperta da erbe resistenti alla siccità e da radi arbusti. 

### Popolmento
L'intera area è scarsamente popolata. Gran parte degli abitanti discendono dai Cinesi (Han) che giunsero nell'area prevalentemente a partire dal XIX secolo; i discendenti dei popoli mongoli che originariamente vivevano qui formano attualmente una piccola minoranza della popolazione. Nel tentativo di prevenire l'avanzamento della desertificazione e delle dune di sabbia, il Governo cinese, fin dagli anni '60, iniziò a piantare una larga cintura di alberi resistenti alla siccità lungo i margini meridionale e orientale dell'altopiano; il programma, tuttavia, ha avuto un successo limitato.
Negli anni '70 e '80, gli scienziati hanno disseppellito resti fossili appartenenti a più di 20 esseri umani risalenti a 30.000-60.000 anni fa a Xiaoqiaoban, nella valle del fiume Sjara-osso (Salawusu). A questi ritrovamenti sono stati applicati i termini di uomini dell'Ordos e di cultura ordosiana.